# Oxypoda subnitens
Oxypoda subnitens är en skalbaggsart som beskrevs av Max Bernhauer 1907. Oxypoda subnitens ingår i släktet Oxypoda och familjen kortvingar. Inga underarter finns listade i Catalogue of Life.